# Тищенко Петро Григорович
Петро́ Григо́рович Ти́щенко (нар.10 січня 1925, Запоріжжя — пом. 27 липня 2012) — майстер спорту (1952). Заслужений тренер України.
Народився у Запоріжжі 10 січня 1925.
Учасник Другої світової війни, має 15 бойових винагород. Вступивши рядовим в Червону Армію, Петро Тищенко звільняв рідне місто, воював, був поранений. По можливості грав за збірну свого 4-го механізованого армійського корпусу 13 бригад, розташованого в Болгарії, звідки і демобілізувався в 1946 році через поранення.

## Життя у футболі
Почав грати в кінці 30-х в юнацькій команді «Сталі» заводу «Запоріжсталь».
Віцечемпіон СРСР 1952. Кандидат до складу збірної СРСР (1952–1953). У вищій лізі 32 гри за «Динамо».
Три роки після демобілізації грав за «Локомотив». Згодом команда була перейменована на «Більшовик». У 1949 команду передали заводу «Запоріжсталь» і гравці стали «металургами».
Якийсь час грав у футбольній команді «Торпедо» міста Горького, куди перейшов навесні 1951. Тищенко навчається в Київському інституті фізкультури. Не досягнувши в Горькому помітних успіхів, взимку 1952 Петро Тищенко повернувся до Києва. У той час відбувалась підготовка збірної до Олімпійських ігор в Гельсінкі. Змагання відбувались практично в Москві, в одне коло. У висліді, динамівці посіли друге місце.
| — Разом з групою київських динамівців я попав у кандидати в збірну СРСР і став отримувати стипендію в 300 рублів від Спорткомітету СРСР. Це були на ті часи пристойні гроші. Крім того, була зарплата в «Динамо», з доплатами. Офіційно я числився то старшиною залізничної міліції, то інструктором КДБ, то інструктором в Київській міськраді «Динамо». Фактично зарплату ми отримували за гру у футбол, тобто ми були футболістами, а що нам записували в трудову книжку, ми інколи навіть і не знали. Петро Онищенко [1] |
У сезоні 1953 року Тищенко провів в основному складі лише сім ігор, граючи більше у складі «дубля». Зате наступний сезон почався та проходив і для команди, і гравця вдало. Тищенко постійно грав в складі, «Динамо» вперше за багато років вийшло в лідери чемпіонату. Проте після поразки «Динамо» на своєму полі проти горьківського «Торпедо» з рахунком 1:3, Тищенко перестав потрапляти в основний склад. Кубок СРСР в жовтні команда завойовувала вже без нього.
Невдовзі Тищенко здав свою київську квартиру і виїхав до Запоріжжя… Погравши половину сезону 1955 року за «Металург», Петро Григорович перейшов на тренерську роботу.

## Тренерська робота
Закінчивши Київський інститут фізкультури і, отримавши диплом, більше тридцяти років очолював команди майстрів і виховував молодь у футбольній школі запорізького «Металурга».
Тренерські успіхи Петра Тищенко були гідно оцінені — він став заслуженим тренером України.
Тренував команди «Металурга» (Запоріжжя), «Буревісник» (Мелітополь), збірну СРСР (студентську).
Тренерські досягнення: «Металург» (Запоріжжя) (хлопці) — чемпіони СРСР (1957), збірна Запорізької області (студентська) — чемпіон СРСР (1960), збірна СРСР (студентська) — бронзова призерка чемпіонату Європи (1962), «Буревісник» (Мелітополь) — фіналіст першості СРСР серед команд-колективів фізкультури (1962), «Металург» (Запоріжжя) — чемпіон України (1970).